# Glyptotendipes seminole
Glyptotendipes seminole är en tvåvingeart som beskrevs av Henry Keith Townes, Jr. 1945. Glyptotendipes seminole ingår i släktet Glyptotendipes och familjen fjädermyggor.
Artens utbredningsområde är Florida. Inga underarter finns listade i Catalogue of Life.